# Flaphone
Flaphone — это веб-сервис, представляющий собой софтфон (программный телефон), совместимый с SIP (Session Initiation Protocol — протокол установления сессии) и работающий прямо в интернет-браузере, без установки специального программного обеспечения*. Всё что нужно — это доступ в Интернет, браузер с поддержкой Adobe Flash, динамики и микрофон. Пользователи flaphone могут свободно звонить друг другу, на SIP-телефоны, а также на любые телефонные номера, подключив учётную запись любого SIP-оператора.
Для работы сервиса необходим установленный Adobe Flash Player версии 9 или выше.

## Возможности flaphone
- Возможность пользоваться flaphone на любом компьютере, независимо от месторасположения
- Возможность принимать входящие звонки
- Работа без установки дополнительного программного обеспечения (если уже установлен Adobe Flash Player)
- Возможность совершать звонки на обычные телефоны по минимальным тарифам, выбирая удобного оператора VoIP
- Отсутствие проблем с firewall и NAT
- История звонков
- Видеозвонки
- Передача мгновенных сообщений (IM)
- Статусы пользователей (presence)
- CallMe виджет

## Технологии
- Звонки и мгновенные сообщения по протоколу SIP
- Передача DTMF-сигналов
- Голосовые кодеки Speex wideband, G.711 и G.729
- Видео-кодеки H.263, H.263+ и H.264

## FlaphoneAIR
Если использовать flaphone для приёма входящих вызовов, то работа с браузером может вызвать определенные неудобства. Для этого существует AIR-версия flaphone, работающая как настольное приложение.
Flaphone AIR устанавливается вместе с Adobe AIR.